# تپه قلعه پنجم
تپه قلعه پنجم مربوط به هزاره ۱- دوره ساسانیان - دوران‌های تاریخی پس از اسلام است و در شهرستان دامغان، بخش مرکزی، روستای کلاته واقع شده و این اثر در تاریخ ۱۱ دی ۱۳۸۰ با شمارهٔ ثبت ۴۶۳۷ به‌عنوان یکی از آثار ملی ایران به ثبت رسیده است.